# Springfever
Springfever - album muzyczny nagrany przez niemieckiego pianistę Joachima Kühna w kwietniu 1976 w Union Studios, w Monachium, Niemcy. LP Wydany w 1976 w Stanach Zjednoczonych przez Atlantic Records.
Płyta nagrana w stylu jazz-rocka, który Kühn poznał podczas pobytu w Stanach Zjednoczonych. Podczas sesji muzykowi towarzyszył belgijski gitarzysta Philip Catherine (grali razem w zespole, który prowadził Jean-Luc Ponty i w Association P.C.) oraz amerykańska sekcja rytmiczna: John Lee i Gerald (Gerry) Brown. Do nagrania utworu "Lady Amber" zostali zaproszeni: polski skrzypek jazzowy Zbigniew Seifert oraz niemiecki perkusista Curt Cress. Kompozytorem wszystkich utworów na płycie był Joachim Kühn.

## Muzycy
- Joachim Kühn - keyboard
- Philip Catherine - gitara
- John Lee - gitara basowa
- Gerald Brown - perkusja

oraz gościnnie:
- Zbigniew Seifert - skrzypce (w "Lady Amber")
- Curt Cress - perkusja (w "Lady Amber")

## Lista utworów
| 1. | "Lady Amber"       | 10:10 |
|    |                    |       |
| 2. | "Sunshine"         | 3:45  |
|    |                    |       |
| 3. | "Two Whips"        | 4:41  |
|    |                    |       |
| 4. | "Spring Fever"     | 3:50  |
|    |                    |       |
| 5. | "Morning"          | 6:45  |
|    |                    |       |
| 6. | "Mushroom"         | 2:36  |
|    |                    |       |
| 7. | "Equal Evil"       | 5:17  |
|    |                    |       |
| 8. | "California Woman" | 6:32  |
|    |                    |       |
|    |                    | 43:36 |
|    |                    |       |

## Opis płyty
- Produkcja, aranżacja - Joachim Kühn
- Współproducent, inżynier dźwięku - Mal Luker
- Zdjęcia (w tym okładka) - Michael V. Gimbut